# Purana Qila

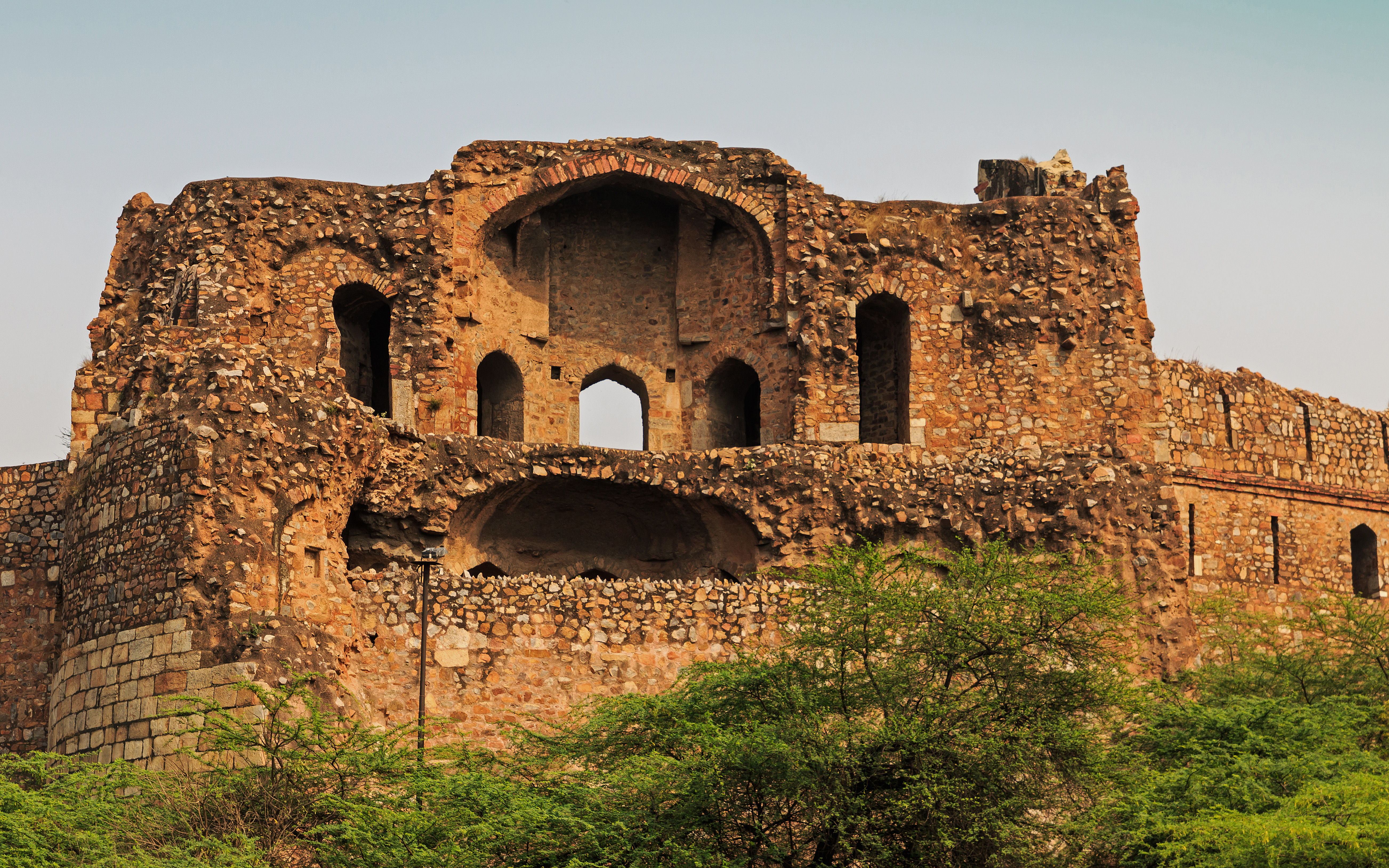
Purana Qila, Delhi

Il Purana Qila (Antico Forte) è uno dei forti più antichi di Delhi. Il sito è stato perennemente abitato per 2.500 anni, e vi sono state rinvenute tracce della civiltà pre-mauryana. La costruzione dell'attuale cittadella fu iniziata durante l'impero di Humāyūn e continuò sotto Shēr Shāh Sūrī. Il sito è spesso paragonato a quello di Indraprastha, la capitale dei regni dei Pandava narrata nel Mahābhārata.

## Storia
Gli scavi condotti in questo sito hanno portato alla luce tracce di popolazioni del III secolo a.C., ovvero del periodo pre-mauryano. I primi due scavi - uno tra il 1954 e il 1955, l'altro tra il 1969 e il 1972 - furono condotti da BB Lal, l'allora direttore dell'Archeological Survey of India (ASI); in particolare, furono rinvenute tracce della cultura della ceramica grigia dipinta. Al tempo, Lal si impegnò nella missione di scavare in vari siti menzionati dal Mahābhārata e scoprì che effettivamente vi erano tracce della stessa popolazione in ognuno di questi luoghi. Sulla base di questo, Lal concluse che il Purana Qila fosse effettivamente il luogo dove sorgeva Indaprashta.
Scavi condotti successivamente da Vasant Kumar Swarnkar, Archeologo Supervisore durante gli anni 2013-14 e 2017-18, confermarono che il sito di Purana Qila è stato ininterrottamente abitato, a partire dalla civiltà pre-mauryana fino al periodo del colonialismo britannico. Swarnkar confermò anche il ritrovamento di una stratificazione di resti appartenenti alla cultura della ceramica grigia dipinta.
Alexander Cunningham identificò il forte con quello di Indraprashta, pur sostenendo che l'odierna struttura è di costruzione islamica.
Le origini del Purana Qila risiedono nelle mura di Dinpanah, la nuova città di Delhi costruita dall'Imperatore Humāyūn, della dinastia Moghul.
Abū l-Faḍl sostiene che egli costruì il forte al posto dell'antica Indraprastha.
Il capostipite della dinastia Sūrī, Shēr Shāh Sūrī, sconfisse l'imperatore moghul Humāyūn e apportò modifiche alla cittadella, aumentandone le fortificazioni per renderla più sicura, terminando inoltre la costruzione delle mura. Fece inoltre costruire un'altra cittadella, chiamata Shērgarh, dove risiedeva il Governatore. Il suo progetto era di continuare il progetto di Humāyūn, ovvero costruire una città imperiale.
Purana Qila e i suoi dintorni fiorirono, diventando "la sesta città di Delhi".
Il 7 ottobre del 1556, Hemchandra Vikramaditya, che aveva sconfitto le forze del Imperatore mughal Akbar nella battaglia di Ṭughlāqābād, fu incoronato re Hindu nel Purana Qila.
Edwin Lutyens, che negli anni Venti si occupò di disegnare la nuova capitale dell'India britannica, Nuova Delhi, cercò di mantenerla in linea con il Purana Qila.
Nell'agosto 1947, durante la partizione dell'India, sia il Purana Qila sia la vicina Tomba di Humāyūn diventarono i luoghi dove si accampavano i musulmani che migravano verso il neo-fondato Stato del Pakistan. Tra questi vi erano circa 12 000 impiegati statali che avevano deciso di voler prestare servizio in Pakistan, e tra i 150 000 e i 200 000 profughi musulmani. Il campo del Purana Qila, gestito direttamente dal governo indiano, rimase in funzione fino agli inizi del 1948, poiché i treni per il Pakistan non partirono prima dell'ottobre 1947.
Negli anni Settanta i bastioni del Purana Qila furono utilizzati come sfondo teatrale per tre importanti produzioni della Scuola Nazionale di Teatro, messe in scena proprio colà: Tughlaq, Andha Yug e Sultan Razia, dirette da Ebrahim Alkazi.
Nei decenni successivi è stato la location scelta per numerosi spettacoli teatrali, concerti ed eventi culturali di ogni genere.
Al giorno d'oggi può essere visitato e fa da scenario a una presentazione riguardante la storia delle "Sette città di Delhi", da Indraprashta fino a New Delhi.

## Orari per la visita
Gli orari standard per la visita al Purana Qila sono dalle 7:00 alle 17:00.